# Samambaia (Distrito Federal)
| Região Administrativa de Samambaia          | |
| Vista parcial de Samambaia                  | |
| \| \| \| Bandeira \|                        | |
| Região Administrativa XII                   | |
| Fundação: 25 de outubro de 1989 (35 anos)   | |
| Lei de criação: 49 de 25 de outubro de 1989 | |
| Mapa de Samambaia                           | |
| Limites:                                    | Santo Antônio do Descoberto (GO), Água Quente, Ceilândia, Taguatinga, Riacho Fundo, Riacho Fundo II, Recanto das Emas e Sol Nascente/Pôr do Sol |
| Distância de Brasília:                      | 25 km |
| Administrador(a):                           | Marcos Leite de Araújo |
| Área                                        | |
| - Total                                     | 102,6 km² |
| População                                   | |
| - Total                                     | 193.485 habitantes ' |
| IDH                                         | 0,781 médio SEPLAN/2000 |
| Site governamental                          | www.samambaia.df.gov.br |
| Bandeira de Samambaia                       | |
| Bandeira                                    | |

Samambaia é uma região administrativa do Distrito Federal brasileiro.

## História
O local escolhido para a implantação de Samambaia pertencia ao Núcleo Rural Taguatinga, formado por um conjunto de chácaras produtoras de hortaliças, frutas, verduras e flores desde 1958. Parte desse espaço continuou a ser desapropriado, posteriormente, para permitir a expansão de Samambaia, preservando, contudo, a chácara Três Meninas, que se tornou uma referência cultural e educativa importante da região administrativa ao se transformar no Parque Ecológico e Vivencial Três Meninas. A cidade passou a se chamar Samambaia por correspondência ao nome do córrego que corta a região, cuja nascente se encontra logo abaixo das quadras residenciais 127 e 327 e onde eram encontradas as plantas da espécie samambaia em abundância.
O projeto urbanístico de Samambaia foi elaborado 11 anos antes de sua fundação, em 1978, pelo Plano Estrutural de Organização Territorial – PEOT implementado em 1982. Os primeiros lotes na cidade foram vendidos na quadra 406 e no Setor de Mansões Leste (hoje Setor de Mansões Taguatinga). Já em 1985, os primeiros moradores começaram a viver na cidade.
Três anos após as primeiras ocupações, foram construídas 3.381 casas destinadas a famílias de baixa renda, principalmente de funcionários públicos. A casa própria foi adquirida com o apoio do Sistema Habitacional de Interesse Social – SHIS mediante financiamento do Banco Nacional.
Samambaia foi fundada em 25 de outubro de 1989, recebendo a condição de região administrativa, conforme a Lei 49, de 25 de outubro de 1989. O surgimento da cidade resultou das diretrizes adotadas no Plano Estrutural de Organização Territorial (PEOT), elaborado em 1978, que determinava vetores de ampliação das áreas urbanas em decorrência do rápido crescimento populacional do Distrito Federal e da consequente necessidade de oferecimento de setores habitacionais.

## Etimologia
O nome da região administrativa foi dado em referência ao córrego Samambaia, que tem nascente próxima às quadras 127 e 327, a oeste da região administrativa.

## Subdivisões

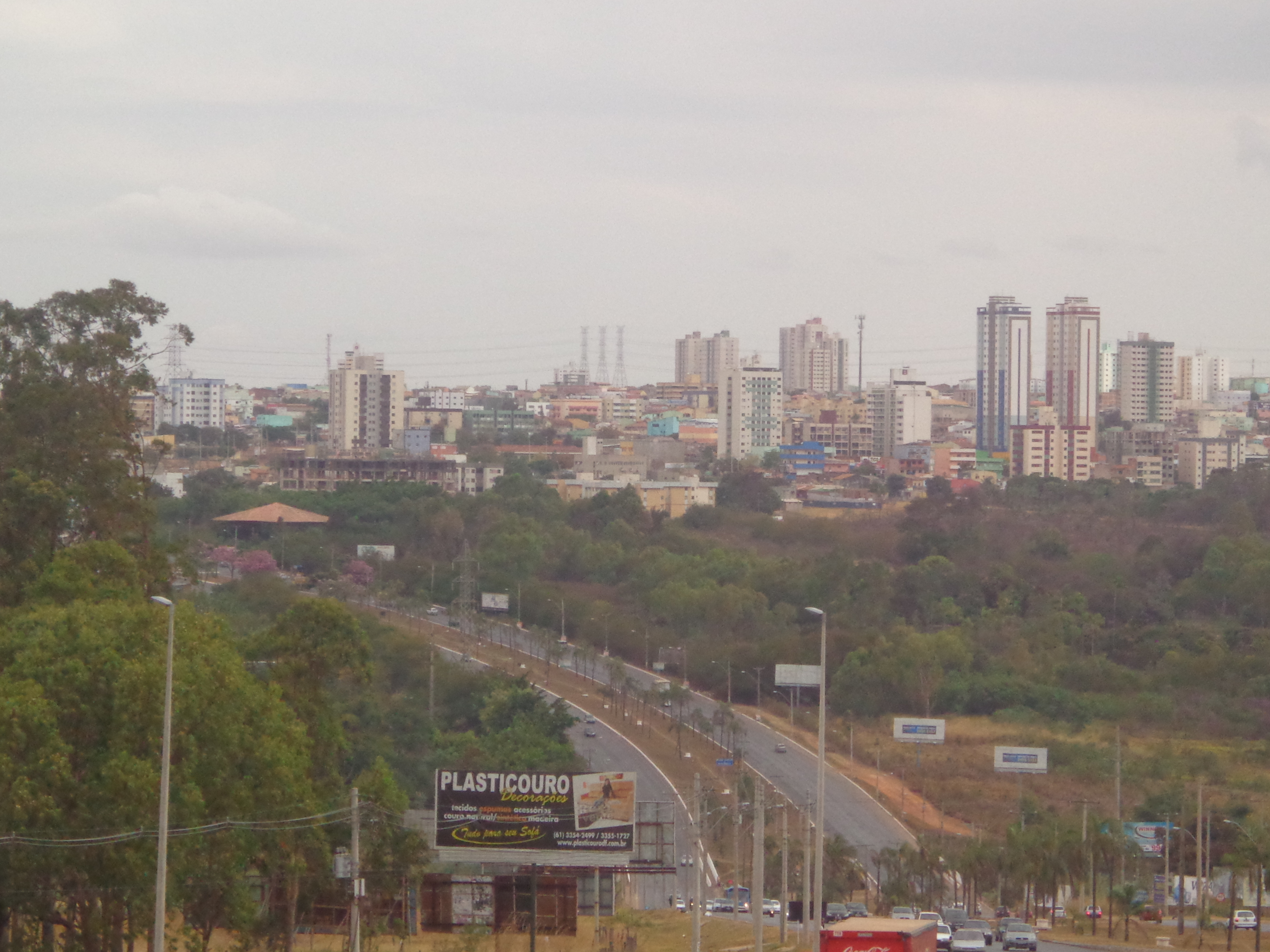
Vista parcial

Samambaia é dividida nas áreas de Samambaia Norte (Quadras 200, 400, 600, 800 e 1000 - Expansão); Samambaia Sul (Quadras 100, 300 e 500); Setor de Mansões de Samambaia e áreas rurais compostas por fazendas, sítios e chácaras. Samambaia tem mais de 1.200 quadras oficializadas e não oficializadas. A maior delas é a quadra 502 seguida por 501 e 406.
A região administrativa sofre nos últimos anos um intenso processo de urbanização. Grandes empresas do ramo imobiliário veem na região administrativa a possibilidade de construção de novos empreendimentos. Os Governos Federal e do Distrito Federal incentivam esse processo com financiamentos, com recursos da Caixa Econômica Federal, Banco do Brasil, e outras linhas de crédito.
Há previsão por parte do Governo do Distrito Federal, de início de mais obras em toda a região administrativa para atender as necessidades da população, e melhorar ainda mais a qualidade de vida dos seus habitantes. As construções fizeram da região administrativa um imenso canteiro de obras, com imensos prédios e grandes arranha céus.
Com o crescimento populacional ordenado, a região administrativa ganhou aspectos e perspectivas de futuro polo econômico e regional por estar situada na região central das regiões administrativas mais populosas do Distrito Federal (entre Taguatinga, Ceilândia, Recanto das Emas e Riacho Fundo). Samambaia conta com um planejamento urbano muito bom e serviços públicos de qualidade - totalmente asfaltada e com boa rede de esgotos, em razão de possuir áreas imensas para expansão comercial e econômica, diferente de outras regiões administrativas como Taguatinga e Águas Claras, em que este potencial de crescimento já se encontra saturado.

## Pontos turísticos
- Parque Ecológico Três Meninas:QR 611 - Samambaia Norte

- Casa da Cultura: EQR 609/611(Parque Ecológico Três Meninas).
- Estádio Joaquim Domingos Roriz (Rorizão): Centro Urbano, Quadra 301
- Feicenter QS 410
- Feira Permanente Área Especial  QN 202.
- Paróquia e Santuário de Santa Luzia: QS 304, Conjunto 3, lotes 1 a 3.
- Fórum e a Promotoria de Justiça: QS 302
- Parque Ecológico Três Meninas: EQR 609 / 611.
- Parque Gatumé: Entre as QR’s 425 e 427.
- Pistão de Lazer: Avenida Sul, entre as quadras 100 / 300, e nas 1ª e 2ª Avenidas Norte, entre as quadras 200 / 400/600.
- Praça do Cidadão: QN 519 / 521.
- Vila Olímpica Rei Pelé QS 119.
- Igreja Evangélica Assembleia de Deus - Samambaia QS 403 conjunto E área especial 1/2
- Complexo Cultural Samambaia

## Cultura

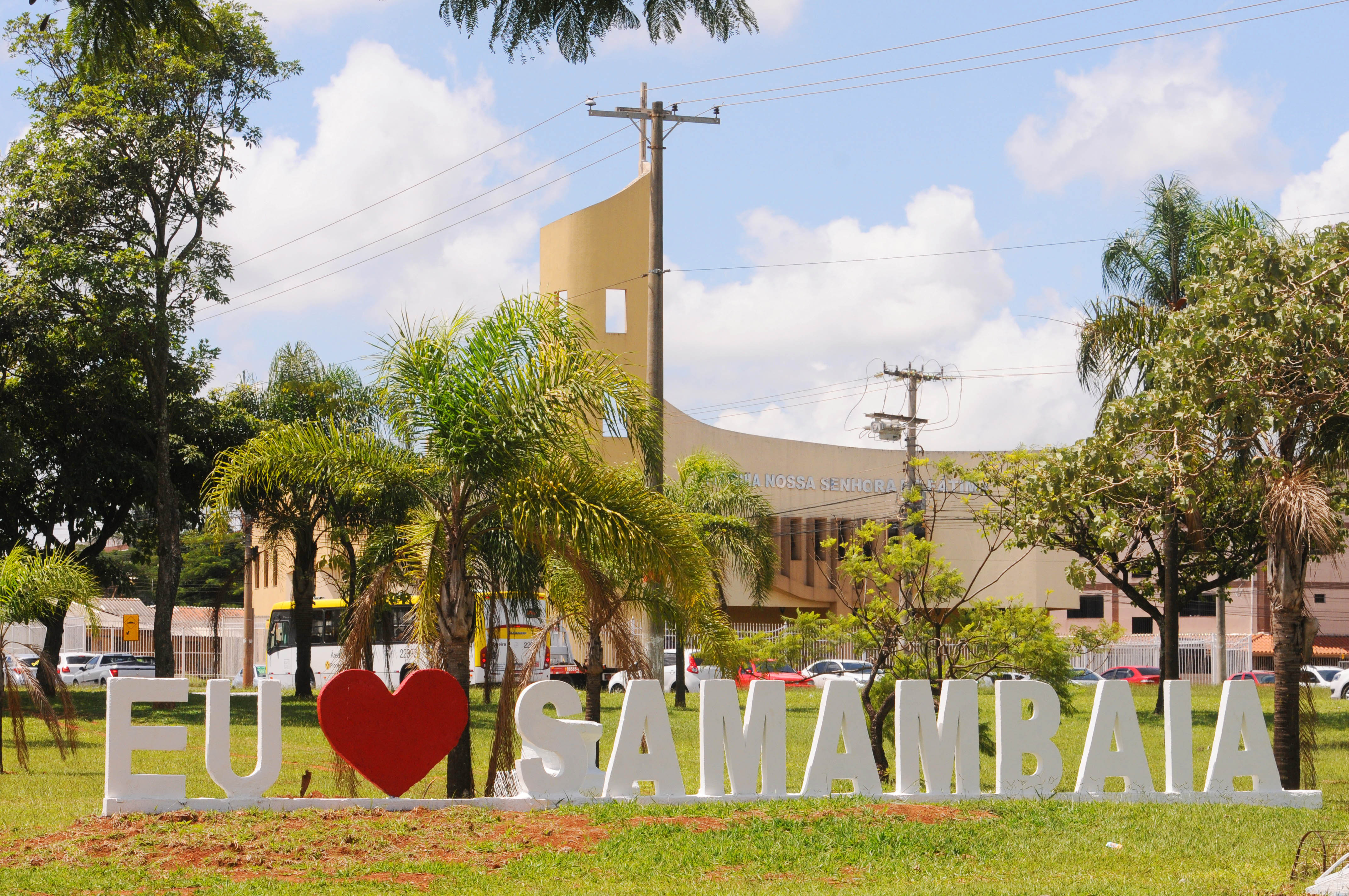
Letreiro de Samambaia

- Via Sacra – Paixão do Cristo Negro (realizada na Sexta-feira da Paixão)

É um grande evento, o 3º maior do tipo no Distrito Federal (menor do que o de Planaltina e o de Santa Maria): são 200 atores, 500 na produção, o público é estimado em 25 mil pessoas numa área de cerca de 10.000 metros quadrados. Acontece desde 1996 e começou com apenas 15 atores, iniciativa da Paróquia Santa Luzia.
- Caminhada Mariana – Mês de maio

Sempre acontece no final do mês de maio. O evento reúne devotos das 12 paróquias da região administrativa e do Recanto das Emas. Começa sempre às 14h no estacionamento do estádio Rorizão (QS 301). Reúne em torno de 6 mil pessoas. O evento tem ponto alto às 15h com a missa celebrada pelo Arcebispo de Brasília.
- Festa junina – Mês de junho

Geralmente acontece no final de junho na área de lazer na QS 302. O Arraial é decorado com bandeirinhas de papel colorido e palha de coqueiro. Nesta  festa acontece o Concurso Regional de Quadrilhas do Distrito Federal que é organizado na região administrativa, no qual as quadrilhas de todas as regiões do Distrito Federal disputam a classificação para o Concurso Nacional.
- Aniversário da região administrativa  - 25 de outubro

Em outubro é comemorado o aniversário da região administrativa na 1ª Avenida de Samambaia Norte com Missa, desfiles cívico-militares, shows de bandas e lazer para as crianças além de outras atrações como rodeio e um bolo gigante.
- Sarau Complexo - Última sexta-feira de cada mês

Evento itinerante nas quadras da região administrativa. Realizado por iniciativa dos artistas locais que reivindicam a conclusão das obras do Complexo Cultural da região, que teve início em 2014.
- UMADECS - Período de Carnaval

Evento que ocorre desde 1997 na Igreja Evangélica Assembleia de Deus - Samambaia e conta, todos os anos, com jovens de todos os lugares do Brasil. Realizado por iniciativa da própria igreja que acomoda o Evento, há também a cooperação de escolas que acomodam os participantes de outros Estados do Brasil.

## Religião
Samambaia possui em torno de 275 entidades religiosas e comunidades espíritas. Estas sociedades religiosas estão distribuídas em comunidades católicas, protestantes, espíritas, além de adeptos do culto afro-brasileiro (Umbanda e Candomblé). Embora haja uma minoria de adeptos de outras religiões, não há um senso numérico deles nem templos dedicados a elas na região administrativa. Em Samambaia está localizado o Seminário da Congregação dos Padres Barnabitas, presentes no Brasil desde 1903.
Foi estimado que a porcentagem religiosa de Samambaia é: 61,1% de Católicos; 29,6% de protestantes; e 9,3% de outras religiões ou sem religião.[carece de fontes?]

### Catolicismo

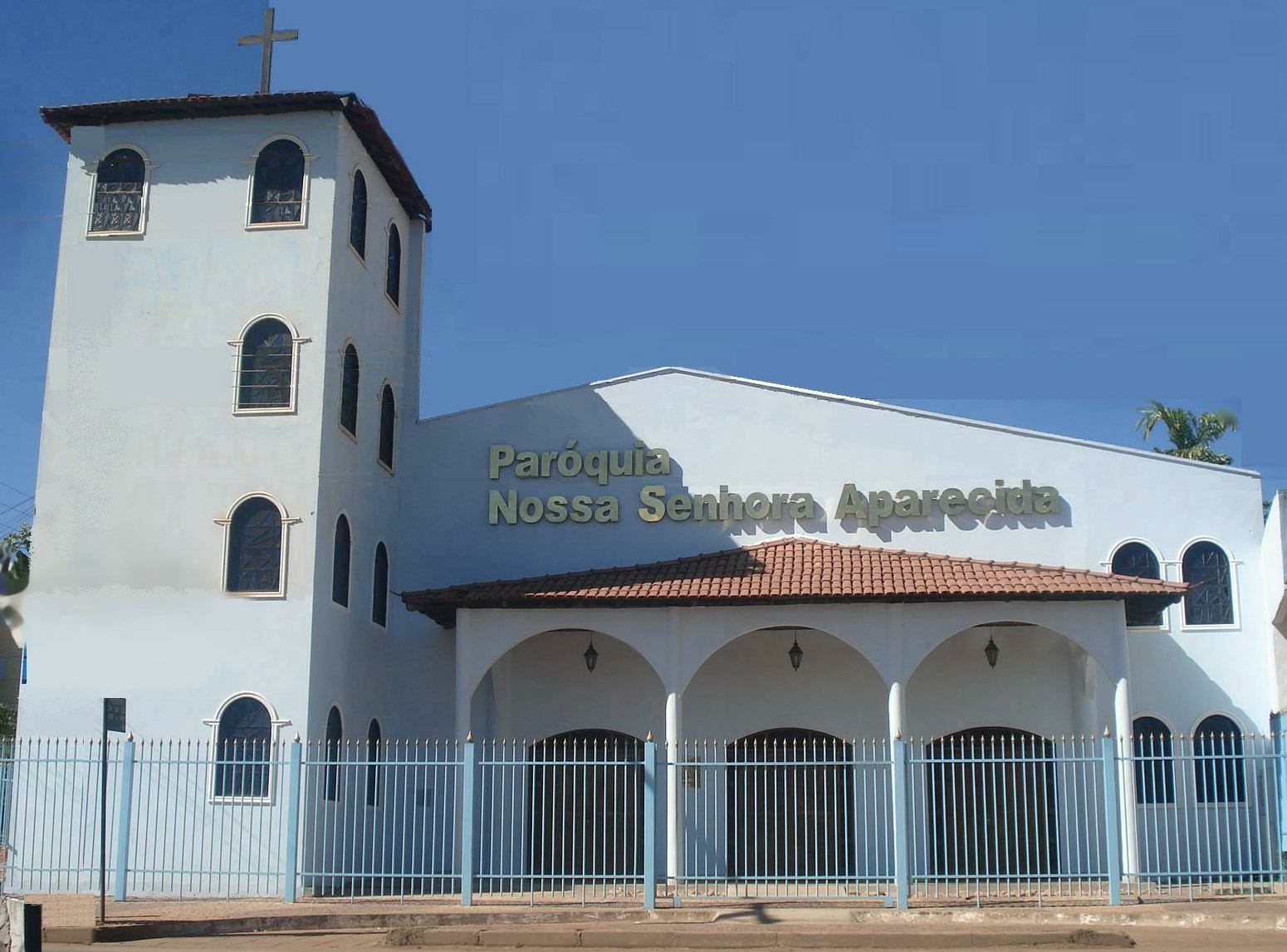
Igreja Matriz de Nossa Senhora Aparecida

A Igreja Católica, pertence à Arquidiocese de Brasília, está divida em nove paróquias, que por sua vez possuem diversas capelas, totalizando 30 igrejas. O Santuário Santa Luzia, idealizado pelo padre italiano Alberto Trombini, já se tornou ponto turístico da região administrativa por seu formato de Barca. A primeira paróquia da região administrativa é a Paróquia Nossa Senhora Aparecida, criada em 26 de março de 1989, antes da própria fundação de Samambaia.
A comunidade católica romana da região administrativa realiza, anualmente, a tradicional Caminhada até Santa Maria, desde 1998. Acontece sempre no final de Maio, mês dedicado à Nossa Senhora. O evento reúne milhares de pessoas, que saem de manhã em procissão de suas igrejas matrizes até o Estádio de Futebol de Samambaia, onde há representações teatrais e é finalizada com uma Missa, normalmente celebrada pelo Arcebispo de Brasília. Há também, na Semana Santa, a Paixão do Cristo Negro, do grupo de teatro da paróquia Santa Luzia, que vem conquistando notoriedade e um público cada vez maior.
Registra-se a presença de oito congregações religiosas, sete delas femininas (Irmãs de Belém, Orionitas, Preciosinas, Apóstolas do Sagrado Coração, Concepcionistas (estas estão ligadas às Concepcionistas da Asa Norte, e trabalham com famílias carentes), Irmãs da Caridade, e as religiosas de Jesus, Maria e José), e uma congregação masculina, com seminário regional, os Padres Barnabitas, responsáveis pela paróquia Santa Luzia.
No dia 12 de maio de 2012, as paróquias de Samambaia acolheram a Cruz Peregrina e o Ícone de Nossa Senhora, símbolos da Jornada Mundial da Juventude, que aconteceu no Rio de Janeiro em julho de 2013. Os símbolos estavam viajando por todo o Brasil, e nos dias 12 e 13 de maio passaram pela Arquidiocese de Brasília. Em Samambaia, o evento ocorreu na praça em frente à capela Nossa Senhora de Fátima, reunindo padres e paroquianos de todas as paróquias da região administrativa, e contou com a presença do Administrador Risomar Carvalho.

### Protestantes
A população evangélica é de quase 30% dos habitantes de Samambaia que tem vários tipos como pentecostal com Assembleia de Deus, Congregação Cristã do Brasil, Deus é Amor e outras. Já neo-pentecostal com Igreja Universal do Reino de Deus, Igreja Mundial do Poder de Deus, Igreja Internacional da Graça de Deus, Igreja Renascer de Cristo e outros.

## Esporte
- O Clube e Escola de Rugby Samambaia é uma das instituições esportivas que atuam e representam a cidade. Mesmo com pouco tempo de fundação, a equipe alcançou a elite nacional, sendo campeão regional logo em sua primeira temporada de existência e participando do Campeonato Brasileiro de Rugby Sevens. O clube também é conhecido por realizar diversos projetos sociais e educacionais que impactam anualmente cerca de 20.000 crianças e jovens de todo Distrito Federal, premiados por diversas organizações nacionais e internacionais.
- A cidade conta também com um time de futebol, o Samambaia Futebol Clube, fundado no dia 29 de janeiro de 1993, o Samambaia F.C estreou profissionalmente em 1995. O clube tem no escudo uma samambaia, apesar de ser considerado por alguns, um dos times mais pobres do Distrito Federal, o time tem mostrado garra e vem se destacando positivamente nas competições que vem disputando, no ano de 2023, estará de volta a elite do futebol candango.

## Transporte urbano
A região conta com dois longos eixos arteriais planejados no sentido Leste-Oeste. Além disso, o transporte público abrange toda a região administrativa. Há também o Metrô que passa entre as quadras 100/200 de Samambaia Sul e Norte respectivamente. As 3 estações do metrô estão localizadas nas quadras: 102/202 Sul, 112/212 Sul e 122 Sul.
Atualmente, na região administrativa, existem aproximadamente 65 linhas de transporte coletivo, e o número de passageiros transportados por dia é de aproximadamente 90 mil passageiros. A região administrativa conta com 2 terminais de ônibus que estão localizados nas quadras QN 527 Samambaia Sul (ao lado da BR-060) e QR 1033 Samambaia Norte (ao lado da DF-180).